# Антонелли, Эннио
Эннио Антонелли (итал. Ennio Antonelli; род. 18 ноября 1936, Тоди, королевство Италия) — итальянский кардинал. Епископ Губбьо с 25 мая 1982 по 6 октября 1988. Архиепископ Перуджи-Читта-делла-Пьеве с 6 октября 1988 по 26 мая 1995. Генеральный секретарь итальянской епископской конференции с 25 мая 1995 по 21 марта 2001. Архиепископ Флоренции с 21 марта 2001 по 7 июня 2008. Апостольский администратор Флоренции с 7 июня по 8 сентября 2008. Председатель Папского Совета по делам семьи с 7 июня 2008 по 26 июня 2012. Кардинал-священник с титулом церкви Сант-Андреа-делле-Фратте с 21 октября 2003.

## Образование и священство
Родился Эннио Антонелли 18 ноября 1936 года, в Тоди. Окончил среднюю школу и епархиальную семинарию в Тоди. Затем учился в Ассизи, в Папской региональной семинарии.
После переезда в Рим, был студентом Папской Римской старшей семинарии. Окончил Папский Латеранский Университет в Риме, получив лиценциат по теологии и философии. После этого он получил докторантуру в философии в Университете Перуджи.
Он был рукоположён в священника для епархии Тоди 2 апреля 1960 года. Рукополагал его в соборе Санта-Мария Ассунта, в Тоди, Иларио Альчини — титулярный архиепископ Ничеи, визитатор итальянских семинарий.
Профессор, вице-ректор и ректор Семинарии Перуджи. Профессор богословия Региональной семинарии Ассизи. Профессор истории искусства в Высших Институтах Ассизи и Деруты. Церковный ассистент католической «Laureati» и пастор.

## Епископ

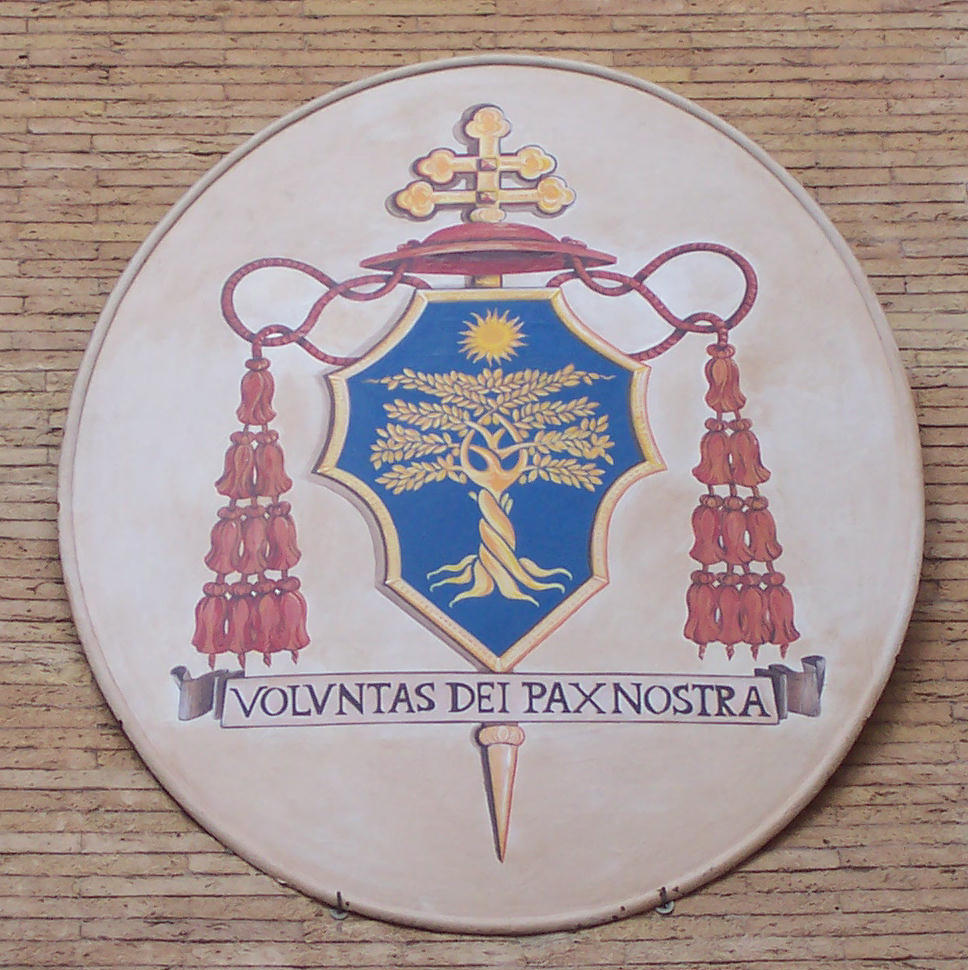
Герб кардинала Антонелли, с базилики Sant’Andrea delle Fratte. Он показывает его епископский девиз, Voluntas Dei pax nostra, «Желание Бога — наш мир».

С 1968 по 1983 год он был профессором догматического богословия в теологическом институте Ассизи и преподавал в богословских учебных заведениях в различных епархиях Умбрии.
25 мая 1982 года был назначен епископом Губбио папой римским Иоанном Павлом II. Ординация прошла 29 августа 1982 года, в соборе Успения Богородицы, в Тоди, возглавлял её Дечио Лючио Грандони, епископ Орвието и Тоди, которому помогали Санто Бартоломео Куадри, епископ Терни и Нарни и Антонио Фустелла, епископ Салуццо. 6 октября 1988 года он был назначен архиепископом Перуджи-Читта-делла-Пьеве, он покинул епархию 26 мая 1995 года, чтобы стать Генеральным секретарем итальянской епископской конференции.

## Архиепископ Флоренции и кардинал
Он служил на этом посту, пока он не был назван к Флорентийской митрополии, чей архиепископ традиционно назван кардиналом, и он был должным образом возведен в кардинала-священника с титулом церкви Сант-Андреа-делле-Фратте, на консистории от 21 октября 2003 года.
Антонелли рассматривался папабилем — итальянским кандидатом в заголовках на Папском Конклаве 2005 года, на котором был избран папа римский Бенедикт XVI и на котором Антонелли был кардиналом-выборщиком.

## На Работе в Римской курии
7 июня 2008 года он был назначен папой римским Бенедиктом XVI председателем Папского Совета по делам семьи в Римской Курии.
26 июня 2012 года Папа Бенедикт XVI принял отставку с поста председателя Папского Совета по делам семьи представленную кардиналом Эннио Антонелли и назначил его преемником Винченцо Палью, до тех пор бывшего епископом Терни-Нарни-Амелии, возведя его в то же время в ранг архиепископа.
Участник Конклава 2013 года. Кардинал Антонелли потерял право участвовать в будущих конклавах 18 ноября 2016 года по достижении 80-летия.